# Слушай дождь
„Слушай дождь“ је песма бугарско-руског певача Кристијана Костова. Песма је доступна за дигитално преузимање од 17. септембра 2015.

## Музички спот
Спот за песму је објављен на Јутјубу 22. августа 2015, у трајању од 4 минуте и 7 секунди.

## Списак песама
| №  | Назив | Трајање |  |
| 1. |       | 3:30    |  |